# Carlos García Boll
Carlos Alfredo García Boll (n. en Buenos Aires, 1 de marzo de 1929), militar argentino retirado. Oficial de la Armada Argentina, alcanzó el grado de contraalmirante, siendo funcionario del Proceso de Reorganización Nacional y comandante de la Aviación Naval durante la guerra de las Malvinas.

## Biografía

### Carrera militar
Carlos García Boll ingresó a la Escuela Naval Militar en el año 1947 y egresó en 1951 siendo nuevo oficial de la Armada Argentina con el grado de guardiamarina.
En el año 1952 recibió la habilitación de aviador naval.
Siendo teniente de fragata participó de los Bombardeo de la Plaza de Mayo el 16 de junio de 1955 piloteando un North American T-6 Texan ametrallando las defensas antiaéreas montadas alrededor de las avenidas de Mayo y 9 de julio y lanzando bombas de 50 kilogramos sobre la esquina sur a las 13:25 horas. Tras esa acción se dirigió a Ezeiza a recargar bombas.
La escuadrilla de aviadores navales rebeldes que integró Carlos García Boll se componía de trece AT-6 Texan. Dichas aeronaves fueron piloteados por el teniente de corbeta Máximo Rivero Kelly (0342/3-A-29); Guardamarina Armando Román (0352/3-A-23, derribado); Capitán de Corbeta Santiago Sabarots, tenientes de Navío Héctor Florido, Eduardo Velarde, Tomás Orsi; Tenientes de Fragata Alfredo Mac Dougall, Raúl Robito, Heriberto Frind, el propio Carlos García Boll; Tenientes de Corbeta José M. Huergo, Julio Cano, José de Demartini, Luis Suárez y el propio Eduardo Osvaldo Invierno; Guardiamarinas César Dennehy, Eduardo Bisso (derribado sobre Ezeiza), Héctor Cordero, Sergio Rodríguez, Horacio Estrada y Juan Romanella. La escuadrilla de interceptores leales al gobierno que confrontó a la escuadrilla rebelde que integraba el biografiado se componía de aviones Gloster Meteor y era tripulada por los tenientes primeros Juan García (volando el I-039, al mando), Mario Luis Olezza (I-077), Osvaldo Rosito (I-090) y el teniente Ernesto Adradas (I-063), todos miembros de la Fuerza Aérea Argentina.
Una vez finalizados los combates aéreos y bombardeos, la mayoría de las tripulaciones de las aeronaves sublevadas se dirigieron a Uruguay, donde fueron asilados por el gobierno de ese país. García Boll fue uno de los que logró ingresar a dicho país. Al no poder ser juzgado en su país, el Consejo Supremo de las Fuerzas Armadas resolvió privarlo in absentia de su estado militar junto al resto de los militares insurrectos asilados en suelo uruguayo. El biografiado recuperó, al igual que el resto de los  militares rebeldes, su estado militar una vez consumado el derrocamiento de Juan Domingo Perón el 17 de septiembre de 1955.
En el año 1966 cursó la Escuela de Guerra Naval.
García Boll estuvo en los siguientes destinos y actividades:
- Comandante de la Escuadrilla Aeronaval de Exploración (1967-1968)
- Jefe de la Base Aeronaval Río Grande (1969-1970)
- Miembro de la Misión Naval Argentina al Paraguay (1972-1973)
- Director de la Escuela de Aviación Naval (1974)
- Comandante de la Escuadra Aeronaval N.º 1 (1974)
- Curso Superior de Estrategia en la Escuela de Guerra Naval (1975)
- Comandante de la Fuerza Aeronaval N.º 1 (1977)
- Comandante de la Aviación Naval (1981-1982)
- Comandante de la Fuerza de Tareas 80 (1982)

#### Guerra de las Malvinas
En la ocasión de la Guerra de las Malvinas de 1982, Carlos García Boll ostentaba el grado de contraalmirante y era el comandante de la Aviación Naval.
El Comando de la Aviación Naval recibió el Plan Esquemático del Comando del Teatro de Operaciones Atlántico Sur, donde se fijaban tareas a los distintos componentes y ordenaba el despliegue al Teatro de Operaciones Atlántico Sur.
El COAN constituyó la Fuerza de Tareas Aeronaval o Fuerza de Tareas 80, cuyo titular fue el contraalmirante García Boll. La misión de la fuerza de tareas era localizar, desgastar, neutralizar y/o destruir en oportunidad favorable unidades del enemigo y apoyar requerimientos de apoyo logístico.

### Carrera política
Carlos García Boll, a la sazón capitán de navío, recibió la titularidad de la Subsecretaría de Seguridad Nacional, dependiente de la Secretaría de Planeamiento de la Presidencia de la Nación, por Decreto S 1915 del presidente de facto Jorge Rafael Videla, del 9 de agosto de 1979.
En 1980, el ya contraalmirante García Boll integró la Comisión de Asesoramiento Legislativo.